# Jean Dinning
Jean Dinning (Oklahoma, Estados Unidos, 29 de marzo de 1924-California, 22 de febrero de 2011) fue una cantante y compositora de canciones estadounidense. Es recordada por formar parte junto a sus dos hermanas del grupo musical The Dinning Sisters y por componer para su hermano, el también cantante Mark Dinning, la famosa canción Teen Angel.